# Línea Baza-Guadix

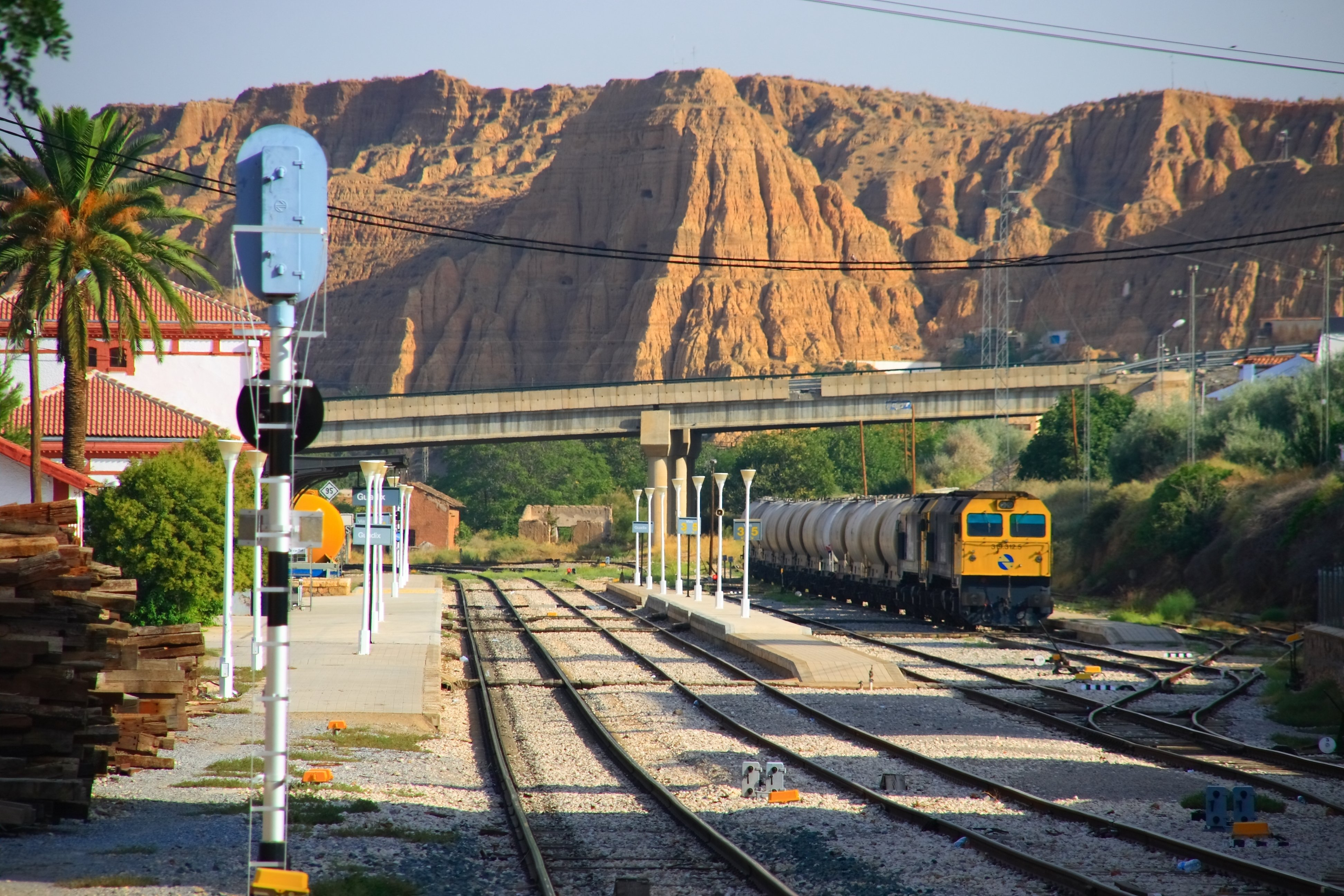
Vista actual de la estación de Guadix, terminal de la línea.

La línea Baza-Guadix fue una línea férrea española de ancho ibérico que enlazaba los municipios de Baza y Guadix, en la provincia de Granada, y con una longitud de unos 52 kilómetros. Posteriormente la línea formó parte del ferrocarril Murcia-Granada. En la actualidad el histórico trazado se encuentra desmantelado.

## Historia
A finales del siglo XIX los derechos de construcción de la sección Baza-Guadix del ferrocarril Murcia-Granada fueron obtenidos por The Granada Railway Company Limited, de capital británico. En noviembre de 1906 se inauguró el tramo Guadix-Gor, seguido por el tramo Gor-Baza en marzo de 1907. Una vez en servicio la línea, la explotación fue arrendada a la Compañía de los Caminos de Hierro del Sur de España entre 1908 y 1916, cuando pasó a hacerlo la Compañía de los Ferrocarriles Andaluces —hasta 1925—. A partir de entonces la explotación fue asumida por la Compañía de los Caminos de Hierro de Granada, que desde 1917 era propietaria de la línea. En 1941, con la nacionalización de todos los ferrocarriles de vía ancha, la línea pasó a integrarse en la recién creada RENFE. Con los años se integró en el denominado ferrocarril del Almanzora. En 1985 se clausuró el trazado comprendido entre Almendricos y Guadix por motivos económicos.